# Старочукурово
Старочуку́рово (рос. Старочукурово, башк. Иҫке Соҡор) — село у складі Татишлинського району Башкортостану, Росія. Входить до складу Буль-Кайпановської сільської ради.
Населення — 101 особа (2010; 153 у 2002).
Національний склад:
- башкири — 98 %